# Uele
Uele je řeka v Demokratické republice Kongo. Je přibližně 1000 km dlouhá.

## Průběh toku
Pramení v Modrých horách západně od Albertova jezera. Na horním toku se nazývá Kibala. Teče uprostřed tropických lesů a savan. Vyskytuje se na ní mnoho peřejí a není možná vodní doprava. Soutokem s řekou Mbomu vytváří řeku Ubangi.